# Takanori Chiaki
Takanori Chiaki (千明 聖典 Chiaki Takanori?, nacido el 19 de julio de 1987 en Tokio) es un futbolista japonés que se desempeña como centrocampista.

## Trayectoria

### Clubes
| Club            | País  | Año         |
| --------------- | ----- | ----------- |
| Fagiano Okayama | Japón | 2010 - 2015 |
| Oita Trinita    | Japón | 2016        |
| SC Sagamihara   | Japón | 2017 -      |

## Estadística de carrera

### J. League
| Club            | Año   | J. League | J. League | Copa J. League | Copa J. League | Total | Total |
| Club            | Año   | Part.     | Goles     | Part.          | Goles          | Part. | Goles |
| --------------- | ----- | --------- | --------- | -------------- | -------------- | ----- | ----- |
| Fagiano Okayama | 2010  | 11        | 0         | -              | -              | 11    | 0     |
| Fagiano Okayama | 2011  | 33        | 1         | -              | -              | 33    | 1     |
| Fagiano Okayama | 2012  | 36        | 0         | -              | -              | 36    | 0     |
| Fagiano Okayama | 2013  | 39        | 1         | -              | -              | 39    | 1     |
| Fagiano Okayama | 2014  | 34        | 0         | -              | -              | 34    | 0     |
| Fagiano Okayama | 2015  | 19        | 0         | -              | -              | 19    | 0     |
| Oita Trinita    | 2016  | 13        | 0         | -              | -              | 13    | 0     |
| SC Sagamihara   | 2017  | 23        | 0         | -              | -              | 23    | 0     |
| Total           | Total | 208       | 2         | 0              | 0              | 208   | 2     |